# Portiragnes
Portiragnes település Franciaországban, Hérault megyében. Lakosainak száma 3388 fő (2022. január 1.). Portiragnes Cers, Montblanc, Sérignan, Vias és Villeneuve-lès-Béziers községekkel határos.

## Népesség
A település népességének változása:
| Lakosok száma | 1109 | 1348 | 1770 | 2992 | 3225 | 3185 | 3134 | 3104 | 3090 | 3388 |
|               | 1968 | 1982 | 1990 | 2006 | 2013 | 2015 | 2017 | 2019 | 2020 | 2022 |